# 12443 Paulsydney
12443 Paulsydney (1996 EQ2) là một tiểu hành tinh vành đai chính được phát hiện ngày 15 tháng 3 năm 1996 by AMOS team ở Haleakala.